# Smara (província)
Semara ou Es-Semara (em árabe: السمارة) é uma província de Marrocos, localizada no território disputado do Saara Ocidental, pertencente administrativamente a região de El Aiune-Saguia el Hamra. Possui uma superfície 61.760 km², e a sua população em 2014 era de 66.014 habitantes, tendo como capital a cidade de Semara.
Nota: A maior parte da província pertence ao Saara Ocidental, um território onde a legitimidade da administração marroquina não é reconhecida por muitos países nem pela Organização das Nações Unidas.

## Organização Administrativa
Administrativamente a província divide-se em 1 município, 1 círculo que por sua vez se dividem em 5 comunas.

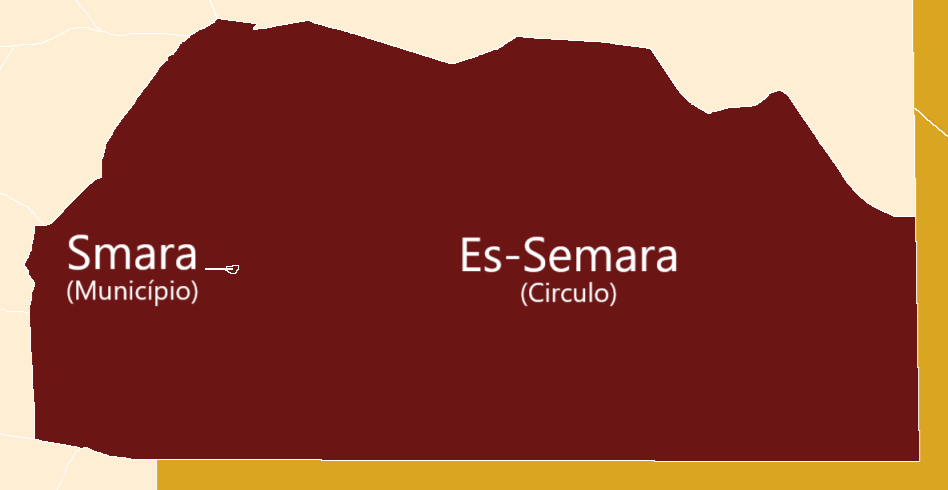
Os círculos e municípios da província.
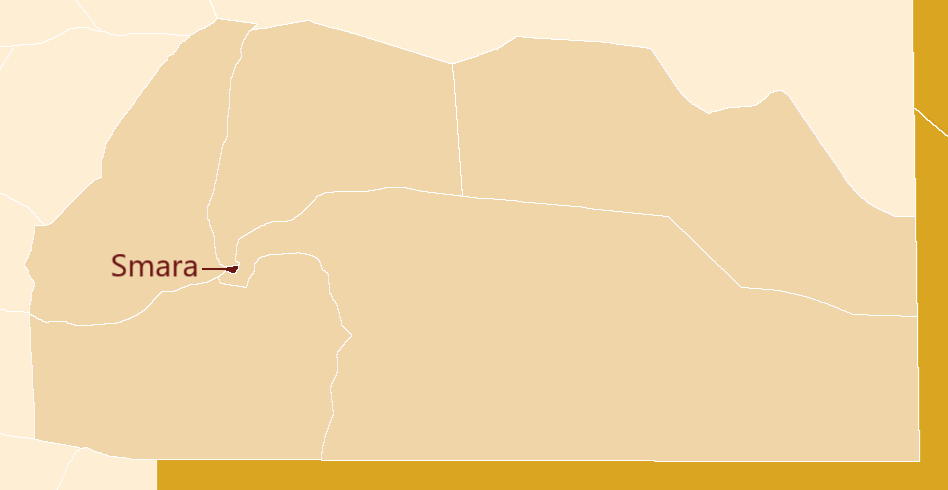
Os municípios da província.
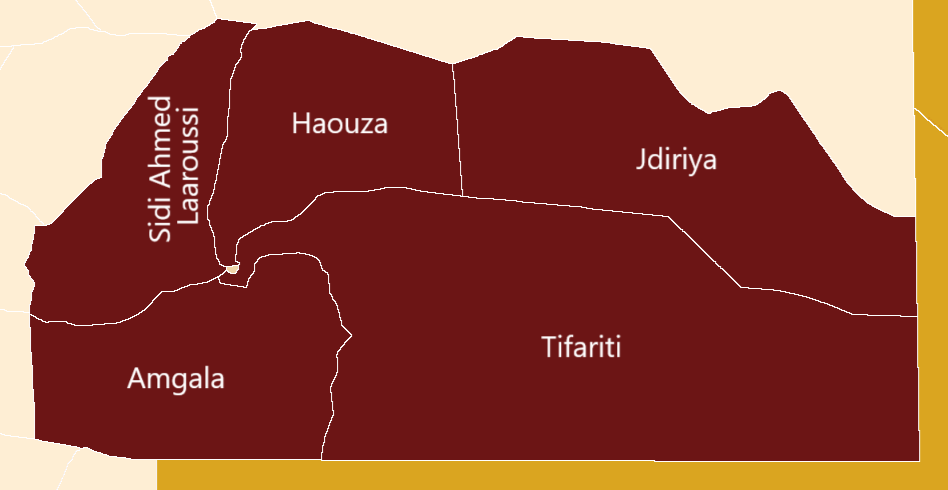
As comunas da província.

### Subdivisões administrativas
Nas áreas urbanas a província divide-se em municípios. Nas áreas rurais a província divide-se em comunas. As comunas contiguas constituem círculos.

#### Os municípios
As áreas urbanas da província constituem 1 município.
- Smara (ou Es-semara), município com 57.035 habitantes em 2014.[3]

#### Os círculos e as comunas
As áreas rurais da província constituem 5 comunas, agrupadas em 1 círculo.

##### Circulo de Es-Semara
Circulo constituído por 5 comunas, tinha 8.979 habitantes em 2014.
- Amgala, comuna com 2.945 habitantes em 2014.[2]

- Haouza, comuna com 5.462 habitantes em 2014.[2]
- Jdiriya, comuna com 248 habitantes em 2014.[2]
- Sidi Ahmed Laaroussi, comuna com 269 habitantes em 2014.[2]
- Tifariti, comuna com 55 habitantes em 2014.[2]

## Demografia
A província de Smara concentra 18% da população da região.

### Crescimento demográfico
O crescimento demográfico da província ao longo dos anos é a seguinte:
| 2014   | 2004   |
| ------ | ------ |
| 66 014 | 60 426 |

### Dados demográficos

#### Crescimento demográfico anual
O crescimento demográfico anual da província entre os censos de 2004 e 2014 foi de 0,89%.

## Outros dados

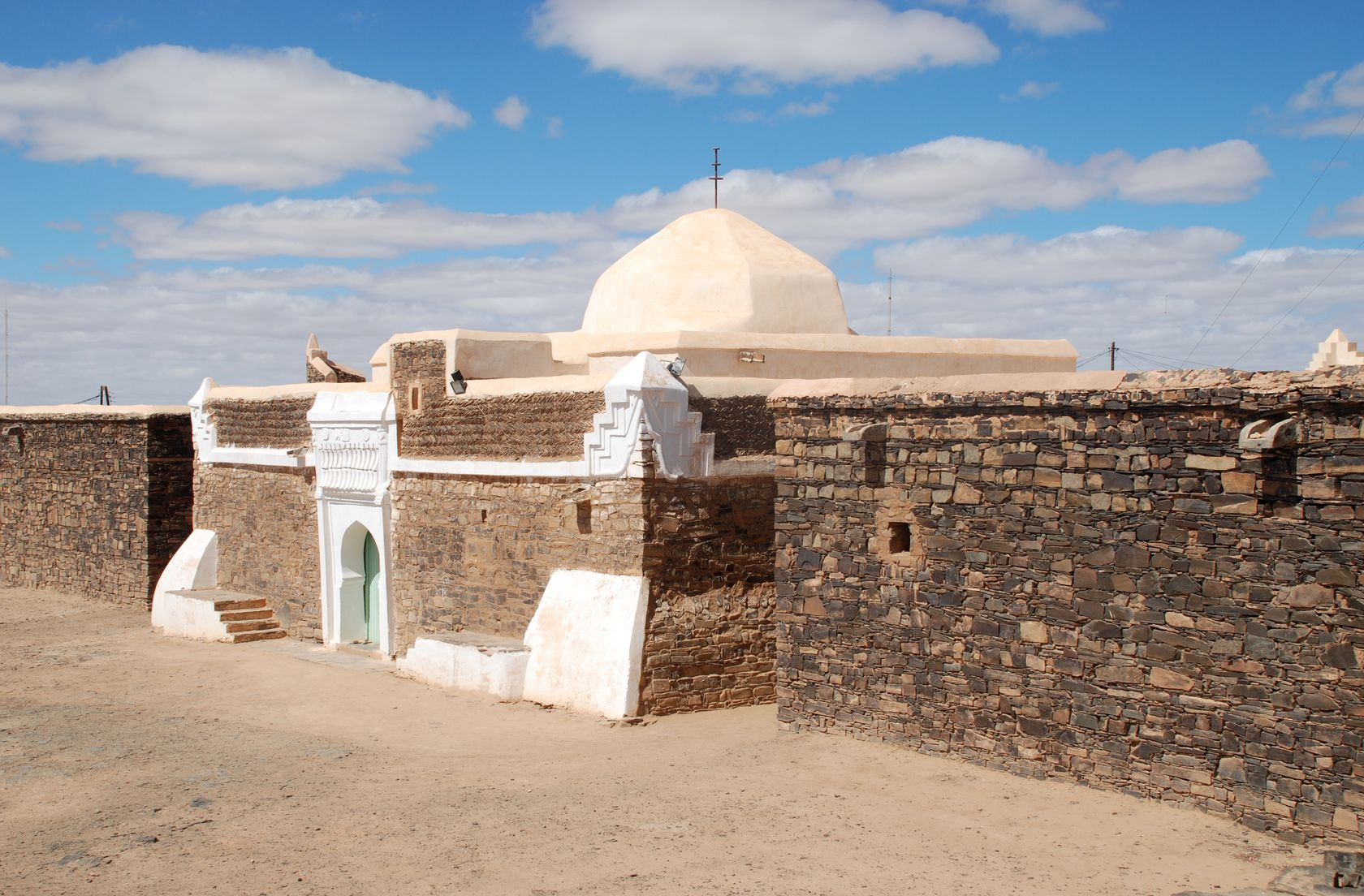
Smara, Sahara do oeste, zawiya.

A superfície agrícola útil está estimada em 1.400 ha. A província possui um pequeno aeroporto localizado na cidade de Smara.